# Les Montets
Pour les articles homonymes, voir Montet.
Les Montets sont une commune suisse du canton de Fribourg, située dans le district de la Broye.

## Histoire
Les Montets comprennent les localités suivantes à la suite de la fusion de 2004 :
| Localité         | NPA  |
| ---------------- | ---- |
| Aumont           | 1484 |
| Frasses          | 1483 |
| Granges-de-Vesin | 1484 |
| Montet (Broye)   | 1483 |

## Géographie
Selon l'Office fédéral de la statistique, Les Montets mesurent 10,31 km2. 11,1 % de cette superficie correspond à des surfaces d'habitat ou d'infrastructure, 59,7 % à des surfaces agricoles, 29,1 % à des surfaces boisées et 0,2 % à des surfaces improductives.
Les Montets sont limitrophes des communes de Cugy, Estavayer, Lully, Ménières, Nuvilly, Sévaz ainsi que Valbroye dans le canton de Vaud.

## Démographie
Selon l'Office fédéral de la statistique, Les Montets possèdent 1 586 habitants en 2022. Leur densité de population atteint 154 hab./km2.
Le graphique suivant résume l'évolution de la population des Montets entre 1850 et 2008 :